# John Schulten
|   | a | b | c | d | e | f | g | h |   |
| 8 | a8 – Czarna wieża · c8 – Czarny goniec · d8 – Czarny hetman · e8 – Czarny król · g8 – Czarny skoczek · h8 – Czarna wieża · a7 – Czarny pionek · c7 – Czarny pionek · d7 – Czarny pionek · f7 – Czarny pionek · g7 – Czarny pionek · h7 – Czarny pionek · c6 – Czarny skoczek · a5 – Czarny goniec · b5 – Czarny pionek · c4 – Biały goniec · d4 – Czarny pionek · e4 – Biały pionek · c3 – Biały pionek · f3 – Biały skoczek · a2 – Biały pionek · f2 – Biały pionek · g2 – Biały pionek · h2 – Biały pionek · a1 – Biała wieża · b1 – Biały skoczek · c1 – Biały goniec · d1 – Biały hetman · f1 – Biała wieża · g1 – Biały król | a8 – Czarna wieża · c8 – Czarny goniec · d8 – Czarny hetman · e8 – Czarny król · g8 – Czarny skoczek · h8 – Czarna wieża · a7 – Czarny pionek · c7 – Czarny pionek · d7 – Czarny pionek · f7 – Czarny pionek · g7 – Czarny pionek · h7 – Czarny pionek · c6 – Czarny skoczek · a5 – Czarny goniec · b5 – Czarny pionek · c4 – Biały goniec · d4 – Czarny pionek · e4 – Biały pionek · c3 – Biały pionek · f3 – Biały skoczek · a2 – Biały pionek · f2 – Biały pionek · g2 – Biały pionek · h2 – Biały pionek · a1 – Biała wieża · b1 – Biały skoczek · c1 – Biały goniec · d1 – Biały hetman · f1 – Biała wieża · g1 – Biały król | a8 – Czarna wieża · c8 – Czarny goniec · d8 – Czarny hetman · e8 – Czarny król · g8 – Czarny skoczek · h8 – Czarna wieża · a7 – Czarny pionek · c7 – Czarny pionek · d7 – Czarny pionek · f7 – Czarny pionek · g7 – Czarny pionek · h7 – Czarny pionek · c6 – Czarny skoczek · a5 – Czarny goniec · b5 – Czarny pionek · c4 – Biały goniec · d4 – Czarny pionek · e4 – Biały pionek · c3 – Biały pionek · f3 – Biały skoczek · a2 – Biały pionek · f2 – Biały pionek · g2 – Biały pionek · h2 – Biały pionek · a1 – Biała wieża · b1 – Biały skoczek · c1 – Biały goniec · d1 – Biały hetman · f1 – Biała wieża · g1 – Biały król | a8 – Czarna wieża · c8 – Czarny goniec · d8 – Czarny hetman · e8 – Czarny król · g8 – Czarny skoczek · h8 – Czarna wieża · a7 – Czarny pionek · c7 – Czarny pionek · d7 – Czarny pionek · f7 – Czarny pionek · g7 – Czarny pionek · h7 – Czarny pionek · c6 – Czarny skoczek · a5 – Czarny goniec · b5 – Czarny pionek · c4 – Biały goniec · d4 – Czarny pionek · e4 – Biały pionek · c3 – Biały pionek · f3 – Biały skoczek · a2 – Biały pionek · f2 – Biały pionek · g2 – Biały pionek · h2 – Biały pionek · a1 – Biała wieża · b1 – Biały skoczek · c1 – Biały goniec · d1 – Biały hetman · f1 – Biała wieża · g1 – Biały król | a8 – Czarna wieża · c8 – Czarny goniec · d8 – Czarny hetman · e8 – Czarny król · g8 – Czarny skoczek · h8 – Czarna wieża · a7 – Czarny pionek · c7 – Czarny pionek · d7 – Czarny pionek · f7 – Czarny pionek · g7 – Czarny pionek · h7 – Czarny pionek · c6 – Czarny skoczek · a5 – Czarny goniec · b5 – Czarny pionek · c4 – Biały goniec · d4 – Czarny pionek · e4 – Biały pionek · c3 – Biały pionek · f3 – Biały skoczek · a2 – Biały pionek · f2 – Biały pionek · g2 – Biały pionek · h2 – Biały pionek · a1 – Biała wieża · b1 – Biały skoczek · c1 – Biały goniec · d1 – Biały hetman · f1 – Biała wieża · g1 – Biały król | a8 – Czarna wieża · c8 – Czarny goniec · d8 – Czarny hetman · e8 – Czarny król · g8 – Czarny skoczek · h8 – Czarna wieża · a7 – Czarny pionek · c7 – Czarny pionek · d7 – Czarny pionek · f7 – Czarny pionek · g7 – Czarny pionek · h7 – Czarny pionek · c6 – Czarny skoczek · a5 – Czarny goniec · b5 – Czarny pionek · c4 – Biały goniec · d4 – Czarny pionek · e4 – Biały pionek · c3 – Biały pionek · f3 – Biały skoczek · a2 – Biały pionek · f2 – Biały pionek · g2 – Biały pionek · h2 – Biały pionek · a1 – Biała wieża · b1 – Biały skoczek · c1 – Biały goniec · d1 – Biały hetman · f1 – Biała wieża · g1 – Biały król | a8 – Czarna wieża · c8 – Czarny goniec · d8 – Czarny hetman · e8 – Czarny król · g8 – Czarny skoczek · h8 – Czarna wieża · a7 – Czarny pionek · c7 – Czarny pionek · d7 – Czarny pionek · f7 – Czarny pionek · g7 – Czarny pionek · h7 – Czarny pionek · c6 – Czarny skoczek · a5 – Czarny goniec · b5 – Czarny pionek · c4 – Biały goniec · d4 – Czarny pionek · e4 – Biały pionek · c3 – Biały pionek · f3 – Biały skoczek · a2 – Biały pionek · f2 – Biały pionek · g2 – Biały pionek · h2 – Biały pionek · a1 – Biała wieża · b1 – Biały skoczek · c1 – Biały goniec · d1 – Biały hetman · f1 – Biała wieża · g1 – Biały król | a8 – Czarna wieża · c8 – Czarny goniec · d8 – Czarny hetman · e8 – Czarny król · g8 – Czarny skoczek · h8 – Czarna wieża · a7 – Czarny pionek · c7 – Czarny pionek · d7 – Czarny pionek · f7 – Czarny pionek · g7 – Czarny pionek · h7 – Czarny pionek · c6 – Czarny skoczek · a5 – Czarny goniec · b5 – Czarny pionek · c4 – Biały goniec · d4 – Czarny pionek · e4 – Biały pionek · c3 – Biały pionek · f3 – Biały skoczek · a2 – Biały pionek · f2 – Biały pionek · g2 – Biały pionek · h2 – Biały pionek · a1 – Biała wieża · b1 – Biały skoczek · c1 – Biały goniec · d1 – Biały hetman · f1 – Biała wieża · g1 – Biały król | 8 |
| 7 | a8 – Czarna wieża · c8 – Czarny goniec · d8 – Czarny hetman · e8 – Czarny król · g8 – Czarny skoczek · h8 – Czarna wieża · a7 – Czarny pionek · c7 – Czarny pionek · d7 – Czarny pionek · f7 – Czarny pionek · g7 – Czarny pionek · h7 – Czarny pionek · c6 – Czarny skoczek · a5 – Czarny goniec · b5 – Czarny pionek · c4 – Biały goniec · d4 – Czarny pionek · e4 – Biały pionek · c3 – Biały pionek · f3 – Biały skoczek · a2 – Biały pionek · f2 – Biały pionek · g2 – Biały pionek · h2 – Biały pionek · a1 – Biała wieża · b1 – Biały skoczek · c1 – Biały goniec · d1 – Biały hetman · f1 – Biała wieża · g1 – Biały król | a8 – Czarna wieża · c8 – Czarny goniec · d8 – Czarny hetman · e8 – Czarny król · g8 – Czarny skoczek · h8 – Czarna wieża · a7 – Czarny pionek · c7 – Czarny pionek · d7 – Czarny pionek · f7 – Czarny pionek · g7 – Czarny pionek · h7 – Czarny pionek · c6 – Czarny skoczek · a5 – Czarny goniec · b5 – Czarny pionek · c4 – Biały goniec · d4 – Czarny pionek · e4 – Biały pionek · c3 – Biały pionek · f3 – Biały skoczek · a2 – Biały pionek · f2 – Biały pionek · g2 – Biały pionek · h2 – Biały pionek · a1 – Biała wieża · b1 – Biały skoczek · c1 – Biały goniec · d1 – Biały hetman · f1 – Biała wieża · g1 – Biały król | a8 – Czarna wieża · c8 – Czarny goniec · d8 – Czarny hetman · e8 – Czarny król · g8 – Czarny skoczek · h8 – Czarna wieża · a7 – Czarny pionek · c7 – Czarny pionek · d7 – Czarny pionek · f7 – Czarny pionek · g7 – Czarny pionek · h7 – Czarny pionek · c6 – Czarny skoczek · a5 – Czarny goniec · b5 – Czarny pionek · c4 – Biały goniec · d4 – Czarny pionek · e4 – Biały pionek · c3 – Biały pionek · f3 – Biały skoczek · a2 – Biały pionek · f2 – Biały pionek · g2 – Biały pionek · h2 – Biały pionek · a1 – Biała wieża · b1 – Biały skoczek · c1 – Biały goniec · d1 – Biały hetman · f1 – Biała wieża · g1 – Biały król | a8 – Czarna wieża · c8 – Czarny goniec · d8 – Czarny hetman · e8 – Czarny król · g8 – Czarny skoczek · h8 – Czarna wieża · a7 – Czarny pionek · c7 – Czarny pionek · d7 – Czarny pionek · f7 – Czarny pionek · g7 – Czarny pionek · h7 – Czarny pionek · c6 – Czarny skoczek · a5 – Czarny goniec · b5 – Czarny pionek · c4 – Biały goniec · d4 – Czarny pionek · e4 – Biały pionek · c3 – Biały pionek · f3 – Biały skoczek · a2 – Biały pionek · f2 – Biały pionek · g2 – Biały pionek · h2 – Biały pionek · a1 – Biała wieża · b1 – Biały skoczek · c1 – Biały goniec · d1 – Biały hetman · f1 – Biała wieża · g1 – Biały król | a8 – Czarna wieża · c8 – Czarny goniec · d8 – Czarny hetman · e8 – Czarny król · g8 – Czarny skoczek · h8 – Czarna wieża · a7 – Czarny pionek · c7 – Czarny pionek · d7 – Czarny pionek · f7 – Czarny pionek · g7 – Czarny pionek · h7 – Czarny pionek · c6 – Czarny skoczek · a5 – Czarny goniec · b5 – Czarny pionek · c4 – Biały goniec · d4 – Czarny pionek · e4 – Biały pionek · c3 – Biały pionek · f3 – Biały skoczek · a2 – Biały pionek · f2 – Biały pionek · g2 – Biały pionek · h2 – Biały pionek · a1 – Biała wieża · b1 – Biały skoczek · c1 – Biały goniec · d1 – Biały hetman · f1 – Biała wieża · g1 – Biały król | a8 – Czarna wieża · c8 – Czarny goniec · d8 – Czarny hetman · e8 – Czarny król · g8 – Czarny skoczek · h8 – Czarna wieża · a7 – Czarny pionek · c7 – Czarny pionek · d7 – Czarny pionek · f7 – Czarny pionek · g7 – Czarny pionek · h7 – Czarny pionek · c6 – Czarny skoczek · a5 – Czarny goniec · b5 – Czarny pionek · c4 – Biały goniec · d4 – Czarny pionek · e4 – Biały pionek · c3 – Biały pionek · f3 – Biały skoczek · a2 – Biały pionek · f2 – Biały pionek · g2 – Biały pionek · h2 – Biały pionek · a1 – Biała wieża · b1 – Biały skoczek · c1 – Biały goniec · d1 – Biały hetman · f1 – Biała wieża · g1 – Biały król | a8 – Czarna wieża · c8 – Czarny goniec · d8 – Czarny hetman · e8 – Czarny król · g8 – Czarny skoczek · h8 – Czarna wieża · a7 – Czarny pionek · c7 – Czarny pionek · d7 – Czarny pionek · f7 – Czarny pionek · g7 – Czarny pionek · h7 – Czarny pionek · c6 – Czarny skoczek · a5 – Czarny goniec · b5 – Czarny pionek · c4 – Biały goniec · d4 – Czarny pionek · e4 – Biały pionek · c3 – Biały pionek · f3 – Biały skoczek · a2 – Biały pionek · f2 – Biały pionek · g2 – Biały pionek · h2 – Biały pionek · a1 – Biała wieża · b1 – Biały skoczek · c1 – Biały goniec · d1 – Biały hetman · f1 – Biała wieża · g1 – Biały król | a8 – Czarna wieża · c8 – Czarny goniec · d8 – Czarny hetman · e8 – Czarny król · g8 – Czarny skoczek · h8 – Czarna wieża · a7 – Czarny pionek · c7 – Czarny pionek · d7 – Czarny pionek · f7 – Czarny pionek · g7 – Czarny pionek · h7 – Czarny pionek · c6 – Czarny skoczek · a5 – Czarny goniec · b5 – Czarny pionek · c4 – Biały goniec · d4 – Czarny pionek · e4 – Biały pionek · c3 – Biały pionek · f3 – Biały skoczek · a2 – Biały pionek · f2 – Biały pionek · g2 – Biały pionek · h2 – Biały pionek · a1 – Biała wieża · b1 – Biały skoczek · c1 – Biały goniec · d1 – Biały hetman · f1 – Biała wieża · g1 – Biały król | 7 |
| 6 | a8 – Czarna wieża · c8 – Czarny goniec · d8 – Czarny hetman · e8 – Czarny król · g8 – Czarny skoczek · h8 – Czarna wieża · a7 – Czarny pionek · c7 – Czarny pionek · d7 – Czarny pionek · f7 – Czarny pionek · g7 – Czarny pionek · h7 – Czarny pionek · c6 – Czarny skoczek · a5 – Czarny goniec · b5 – Czarny pionek · c4 – Biały goniec · d4 – Czarny pionek · e4 – Biały pionek · c3 – Biały pionek · f3 – Biały skoczek · a2 – Biały pionek · f2 – Biały pionek · g2 – Biały pionek · h2 – Biały pionek · a1 – Biała wieża · b1 – Biały skoczek · c1 – Biały goniec · d1 – Biały hetman · f1 – Biała wieża · g1 – Biały król | a8 – Czarna wieża · c8 – Czarny goniec · d8 – Czarny hetman · e8 – Czarny król · g8 – Czarny skoczek · h8 – Czarna wieża · a7 – Czarny pionek · c7 – Czarny pionek · d7 – Czarny pionek · f7 – Czarny pionek · g7 – Czarny pionek · h7 – Czarny pionek · c6 – Czarny skoczek · a5 – Czarny goniec · b5 – Czarny pionek · c4 – Biały goniec · d4 – Czarny pionek · e4 – Biały pionek · c3 – Biały pionek · f3 – Biały skoczek · a2 – Biały pionek · f2 – Biały pionek · g2 – Biały pionek · h2 – Biały pionek · a1 – Biała wieża · b1 – Biały skoczek · c1 – Biały goniec · d1 – Biały hetman · f1 – Biała wieża · g1 – Biały król | a8 – Czarna wieża · c8 – Czarny goniec · d8 – Czarny hetman · e8 – Czarny król · g8 – Czarny skoczek · h8 – Czarna wieża · a7 – Czarny pionek · c7 – Czarny pionek · d7 – Czarny pionek · f7 – Czarny pionek · g7 – Czarny pionek · h7 – Czarny pionek · c6 – Czarny skoczek · a5 – Czarny goniec · b5 – Czarny pionek · c4 – Biały goniec · d4 – Czarny pionek · e4 – Biały pionek · c3 – Biały pionek · f3 – Biały skoczek · a2 – Biały pionek · f2 – Biały pionek · g2 – Biały pionek · h2 – Biały pionek · a1 – Biała wieża · b1 – Biały skoczek · c1 – Biały goniec · d1 – Biały hetman · f1 – Biała wieża · g1 – Biały król | a8 – Czarna wieża · c8 – Czarny goniec · d8 – Czarny hetman · e8 – Czarny król · g8 – Czarny skoczek · h8 – Czarna wieża · a7 – Czarny pionek · c7 – Czarny pionek · d7 – Czarny pionek · f7 – Czarny pionek · g7 – Czarny pionek · h7 – Czarny pionek · c6 – Czarny skoczek · a5 – Czarny goniec · b5 – Czarny pionek · c4 – Biały goniec · d4 – Czarny pionek · e4 – Biały pionek · c3 – Biały pionek · f3 – Biały skoczek · a2 – Biały pionek · f2 – Biały pionek · g2 – Biały pionek · h2 – Biały pionek · a1 – Biała wieża · b1 – Biały skoczek · c1 – Biały goniec · d1 – Biały hetman · f1 – Biała wieża · g1 – Biały król | a8 – Czarna wieża · c8 – Czarny goniec · d8 – Czarny hetman · e8 – Czarny król · g8 – Czarny skoczek · h8 – Czarna wieża · a7 – Czarny pionek · c7 – Czarny pionek · d7 – Czarny pionek · f7 – Czarny pionek · g7 – Czarny pionek · h7 – Czarny pionek · c6 – Czarny skoczek · a5 – Czarny goniec · b5 – Czarny pionek · c4 – Biały goniec · d4 – Czarny pionek · e4 – Biały pionek · c3 – Biały pionek · f3 – Biały skoczek · a2 – Biały pionek · f2 – Biały pionek · g2 – Biały pionek · h2 – Biały pionek · a1 – Biała wieża · b1 – Biały skoczek · c1 – Biały goniec · d1 – Biały hetman · f1 – Biała wieża · g1 – Biały król | a8 – Czarna wieża · c8 – Czarny goniec · d8 – Czarny hetman · e8 – Czarny król · g8 – Czarny skoczek · h8 – Czarna wieża · a7 – Czarny pionek · c7 – Czarny pionek · d7 – Czarny pionek · f7 – Czarny pionek · g7 – Czarny pionek · h7 – Czarny pionek · c6 – Czarny skoczek · a5 – Czarny goniec · b5 – Czarny pionek · c4 – Biały goniec · d4 – Czarny pionek · e4 – Biały pionek · c3 – Biały pionek · f3 – Biały skoczek · a2 – Biały pionek · f2 – Biały pionek · g2 – Biały pionek · h2 – Biały pionek · a1 – Biała wieża · b1 – Biały skoczek · c1 – Biały goniec · d1 – Biały hetman · f1 – Biała wieża · g1 – Biały król | a8 – Czarna wieża · c8 – Czarny goniec · d8 – Czarny hetman · e8 – Czarny król · g8 – Czarny skoczek · h8 – Czarna wieża · a7 – Czarny pionek · c7 – Czarny pionek · d7 – Czarny pionek · f7 – Czarny pionek · g7 – Czarny pionek · h7 – Czarny pionek · c6 – Czarny skoczek · a5 – Czarny goniec · b5 – Czarny pionek · c4 – Biały goniec · d4 – Czarny pionek · e4 – Biały pionek · c3 – Biały pionek · f3 – Biały skoczek · a2 – Biały pionek · f2 – Biały pionek · g2 – Biały pionek · h2 – Biały pionek · a1 – Biała wieża · b1 – Biały skoczek · c1 – Biały goniec · d1 – Biały hetman · f1 – Biała wieża · g1 – Biały król | a8 – Czarna wieża · c8 – Czarny goniec · d8 – Czarny hetman · e8 – Czarny król · g8 – Czarny skoczek · h8 – Czarna wieża · a7 – Czarny pionek · c7 – Czarny pionek · d7 – Czarny pionek · f7 – Czarny pionek · g7 – Czarny pionek · h7 – Czarny pionek · c6 – Czarny skoczek · a5 – Czarny goniec · b5 – Czarny pionek · c4 – Biały goniec · d4 – Czarny pionek · e4 – Biały pionek · c3 – Biały pionek · f3 – Biały skoczek · a2 – Biały pionek · f2 – Biały pionek · g2 – Biały pionek · h2 – Biały pionek · a1 – Biała wieża · b1 – Biały skoczek · c1 – Biały goniec · d1 – Biały hetman · f1 – Biała wieża · g1 – Biały król | 6 |
| 5 | a8 – Czarna wieża · c8 – Czarny goniec · d8 – Czarny hetman · e8 – Czarny król · g8 – Czarny skoczek · h8 – Czarna wieża · a7 – Czarny pionek · c7 – Czarny pionek · d7 – Czarny pionek · f7 – Czarny pionek · g7 – Czarny pionek · h7 – Czarny pionek · c6 – Czarny skoczek · a5 – Czarny goniec · b5 – Czarny pionek · c4 – Biały goniec · d4 – Czarny pionek · e4 – Biały pionek · c3 – Biały pionek · f3 – Biały skoczek · a2 – Biały pionek · f2 – Biały pionek · g2 – Biały pionek · h2 – Biały pionek · a1 – Biała wieża · b1 – Biały skoczek · c1 – Biały goniec · d1 – Biały hetman · f1 – Biała wieża · g1 – Biały król | a8 – Czarna wieża · c8 – Czarny goniec · d8 – Czarny hetman · e8 – Czarny król · g8 – Czarny skoczek · h8 – Czarna wieża · a7 – Czarny pionek · c7 – Czarny pionek · d7 – Czarny pionek · f7 – Czarny pionek · g7 – Czarny pionek · h7 – Czarny pionek · c6 – Czarny skoczek · a5 – Czarny goniec · b5 – Czarny pionek · c4 – Biały goniec · d4 – Czarny pionek · e4 – Biały pionek · c3 – Biały pionek · f3 – Biały skoczek · a2 – Biały pionek · f2 – Biały pionek · g2 – Biały pionek · h2 – Biały pionek · a1 – Biała wieża · b1 – Biały skoczek · c1 – Biały goniec · d1 – Biały hetman · f1 – Biała wieża · g1 – Biały król | a8 – Czarna wieża · c8 – Czarny goniec · d8 – Czarny hetman · e8 – Czarny król · g8 – Czarny skoczek · h8 – Czarna wieża · a7 – Czarny pionek · c7 – Czarny pionek · d7 – Czarny pionek · f7 – Czarny pionek · g7 – Czarny pionek · h7 – Czarny pionek · c6 – Czarny skoczek · a5 – Czarny goniec · b5 – Czarny pionek · c4 – Biały goniec · d4 – Czarny pionek · e4 – Biały pionek · c3 – Biały pionek · f3 – Biały skoczek · a2 – Biały pionek · f2 – Biały pionek · g2 – Biały pionek · h2 – Biały pionek · a1 – Biała wieża · b1 – Biały skoczek · c1 – Biały goniec · d1 – Biały hetman · f1 – Biała wieża · g1 – Biały król | a8 – Czarna wieża · c8 – Czarny goniec · d8 – Czarny hetman · e8 – Czarny król · g8 – Czarny skoczek · h8 – Czarna wieża · a7 – Czarny pionek · c7 – Czarny pionek · d7 – Czarny pionek · f7 – Czarny pionek · g7 – Czarny pionek · h7 – Czarny pionek · c6 – Czarny skoczek · a5 – Czarny goniec · b5 – Czarny pionek · c4 – Biały goniec · d4 – Czarny pionek · e4 – Biały pionek · c3 – Biały pionek · f3 – Biały skoczek · a2 – Biały pionek · f2 – Biały pionek · g2 – Biały pionek · h2 – Biały pionek · a1 – Biała wieża · b1 – Biały skoczek · c1 – Biały goniec · d1 – Biały hetman · f1 – Biała wieża · g1 – Biały król | a8 – Czarna wieża · c8 – Czarny goniec · d8 – Czarny hetman · e8 – Czarny król · g8 – Czarny skoczek · h8 – Czarna wieża · a7 – Czarny pionek · c7 – Czarny pionek · d7 – Czarny pionek · f7 – Czarny pionek · g7 – Czarny pionek · h7 – Czarny pionek · c6 – Czarny skoczek · a5 – Czarny goniec · b5 – Czarny pionek · c4 – Biały goniec · d4 – Czarny pionek · e4 – Biały pionek · c3 – Biały pionek · f3 – Biały skoczek · a2 – Biały pionek · f2 – Biały pionek · g2 – Biały pionek · h2 – Biały pionek · a1 – Biała wieża · b1 – Biały skoczek · c1 – Biały goniec · d1 – Biały hetman · f1 – Biała wieża · g1 – Biały król | a8 – Czarna wieża · c8 – Czarny goniec · d8 – Czarny hetman · e8 – Czarny król · g8 – Czarny skoczek · h8 – Czarna wieża · a7 – Czarny pionek · c7 – Czarny pionek · d7 – Czarny pionek · f7 – Czarny pionek · g7 – Czarny pionek · h7 – Czarny pionek · c6 – Czarny skoczek · a5 – Czarny goniec · b5 – Czarny pionek · c4 – Biały goniec · d4 – Czarny pionek · e4 – Biały pionek · c3 – Biały pionek · f3 – Biały skoczek · a2 – Biały pionek · f2 – Biały pionek · g2 – Biały pionek · h2 – Biały pionek · a1 – Biała wieża · b1 – Biały skoczek · c1 – Biały goniec · d1 – Biały hetman · f1 – Biała wieża · g1 – Biały król | a8 – Czarna wieża · c8 – Czarny goniec · d8 – Czarny hetman · e8 – Czarny król · g8 – Czarny skoczek · h8 – Czarna wieża · a7 – Czarny pionek · c7 – Czarny pionek · d7 – Czarny pionek · f7 – Czarny pionek · g7 – Czarny pionek · h7 – Czarny pionek · c6 – Czarny skoczek · a5 – Czarny goniec · b5 – Czarny pionek · c4 – Biały goniec · d4 – Czarny pionek · e4 – Biały pionek · c3 – Biały pionek · f3 – Biały skoczek · a2 – Biały pionek · f2 – Biały pionek · g2 – Biały pionek · h2 – Biały pionek · a1 – Biała wieża · b1 – Biały skoczek · c1 – Biały goniec · d1 – Biały hetman · f1 – Biała wieża · g1 – Biały król | a8 – Czarna wieża · c8 – Czarny goniec · d8 – Czarny hetman · e8 – Czarny król · g8 – Czarny skoczek · h8 – Czarna wieża · a7 – Czarny pionek · c7 – Czarny pionek · d7 – Czarny pionek · f7 – Czarny pionek · g7 – Czarny pionek · h7 – Czarny pionek · c6 – Czarny skoczek · a5 – Czarny goniec · b5 – Czarny pionek · c4 – Biały goniec · d4 – Czarny pionek · e4 – Biały pionek · c3 – Biały pionek · f3 – Biały skoczek · a2 – Biały pionek · f2 – Biały pionek · g2 – Biały pionek · h2 – Biały pionek · a1 – Biała wieża · b1 – Biały skoczek · c1 – Biały goniec · d1 – Biały hetman · f1 – Biała wieża · g1 – Biały król | 5 |
| 4 | a8 – Czarna wieża · c8 – Czarny goniec · d8 – Czarny hetman · e8 – Czarny król · g8 – Czarny skoczek · h8 – Czarna wieża · a7 – Czarny pionek · c7 – Czarny pionek · d7 – Czarny pionek · f7 – Czarny pionek · g7 – Czarny pionek · h7 – Czarny pionek · c6 – Czarny skoczek · a5 – Czarny goniec · b5 – Czarny pionek · c4 – Biały goniec · d4 – Czarny pionek · e4 – Biały pionek · c3 – Biały pionek · f3 – Biały skoczek · a2 – Biały pionek · f2 – Biały pionek · g2 – Biały pionek · h2 – Biały pionek · a1 – Biała wieża · b1 – Biały skoczek · c1 – Biały goniec · d1 – Biały hetman · f1 – Biała wieża · g1 – Biały król | a8 – Czarna wieża · c8 – Czarny goniec · d8 – Czarny hetman · e8 – Czarny król · g8 – Czarny skoczek · h8 – Czarna wieża · a7 – Czarny pionek · c7 – Czarny pionek · d7 – Czarny pionek · f7 – Czarny pionek · g7 – Czarny pionek · h7 – Czarny pionek · c6 – Czarny skoczek · a5 – Czarny goniec · b5 – Czarny pionek · c4 – Biały goniec · d4 – Czarny pionek · e4 – Biały pionek · c3 – Biały pionek · f3 – Biały skoczek · a2 – Biały pionek · f2 – Biały pionek · g2 – Biały pionek · h2 – Biały pionek · a1 – Biała wieża · b1 – Biały skoczek · c1 – Biały goniec · d1 – Biały hetman · f1 – Biała wieża · g1 – Biały król | a8 – Czarna wieża · c8 – Czarny goniec · d8 – Czarny hetman · e8 – Czarny król · g8 – Czarny skoczek · h8 – Czarna wieża · a7 – Czarny pionek · c7 – Czarny pionek · d7 – Czarny pionek · f7 – Czarny pionek · g7 – Czarny pionek · h7 – Czarny pionek · c6 – Czarny skoczek · a5 – Czarny goniec · b5 – Czarny pionek · c4 – Biały goniec · d4 – Czarny pionek · e4 – Biały pionek · c3 – Biały pionek · f3 – Biały skoczek · a2 – Biały pionek · f2 – Biały pionek · g2 – Biały pionek · h2 – Biały pionek · a1 – Biała wieża · b1 – Biały skoczek · c1 – Biały goniec · d1 – Biały hetman · f1 – Biała wieża · g1 – Biały król | a8 – Czarna wieża · c8 – Czarny goniec · d8 – Czarny hetman · e8 – Czarny król · g8 – Czarny skoczek · h8 – Czarna wieża · a7 – Czarny pionek · c7 – Czarny pionek · d7 – Czarny pionek · f7 – Czarny pionek · g7 – Czarny pionek · h7 – Czarny pionek · c6 – Czarny skoczek · a5 – Czarny goniec · b5 – Czarny pionek · c4 – Biały goniec · d4 – Czarny pionek · e4 – Biały pionek · c3 – Biały pionek · f3 – Biały skoczek · a2 – Biały pionek · f2 – Biały pionek · g2 – Biały pionek · h2 – Biały pionek · a1 – Biała wieża · b1 – Biały skoczek · c1 – Biały goniec · d1 – Biały hetman · f1 – Biała wieża · g1 – Biały król | a8 – Czarna wieża · c8 – Czarny goniec · d8 – Czarny hetman · e8 – Czarny król · g8 – Czarny skoczek · h8 – Czarna wieża · a7 – Czarny pionek · c7 – Czarny pionek · d7 – Czarny pionek · f7 – Czarny pionek · g7 – Czarny pionek · h7 – Czarny pionek · c6 – Czarny skoczek · a5 – Czarny goniec · b5 – Czarny pionek · c4 – Biały goniec · d4 – Czarny pionek · e4 – Biały pionek · c3 – Biały pionek · f3 – Biały skoczek · a2 – Biały pionek · f2 – Biały pionek · g2 – Biały pionek · h2 – Biały pionek · a1 – Biała wieża · b1 – Biały skoczek · c1 – Biały goniec · d1 – Biały hetman · f1 – Biała wieża · g1 – Biały król | a8 – Czarna wieża · c8 – Czarny goniec · d8 – Czarny hetman · e8 – Czarny król · g8 – Czarny skoczek · h8 – Czarna wieża · a7 – Czarny pionek · c7 – Czarny pionek · d7 – Czarny pionek · f7 – Czarny pionek · g7 – Czarny pionek · h7 – Czarny pionek · c6 – Czarny skoczek · a5 – Czarny goniec · b5 – Czarny pionek · c4 – Biały goniec · d4 – Czarny pionek · e4 – Biały pionek · c3 – Biały pionek · f3 – Biały skoczek · a2 – Biały pionek · f2 – Biały pionek · g2 – Biały pionek · h2 – Biały pionek · a1 – Biała wieża · b1 – Biały skoczek · c1 – Biały goniec · d1 – Biały hetman · f1 – Biała wieża · g1 – Biały król | a8 – Czarna wieża · c8 – Czarny goniec · d8 – Czarny hetman · e8 – Czarny król · g8 – Czarny skoczek · h8 – Czarna wieża · a7 – Czarny pionek · c7 – Czarny pionek · d7 – Czarny pionek · f7 – Czarny pionek · g7 – Czarny pionek · h7 – Czarny pionek · c6 – Czarny skoczek · a5 – Czarny goniec · b5 – Czarny pionek · c4 – Biały goniec · d4 – Czarny pionek · e4 – Biały pionek · c3 – Biały pionek · f3 – Biały skoczek · a2 – Biały pionek · f2 – Biały pionek · g2 – Biały pionek · h2 – Biały pionek · a1 – Biała wieża · b1 – Biały skoczek · c1 – Biały goniec · d1 – Biały hetman · f1 – Biała wieża · g1 – Biały król | a8 – Czarna wieża · c8 – Czarny goniec · d8 – Czarny hetman · e8 – Czarny król · g8 – Czarny skoczek · h8 – Czarna wieża · a7 – Czarny pionek · c7 – Czarny pionek · d7 – Czarny pionek · f7 – Czarny pionek · g7 – Czarny pionek · h7 – Czarny pionek · c6 – Czarny skoczek · a5 – Czarny goniec · b5 – Czarny pionek · c4 – Biały goniec · d4 – Czarny pionek · e4 – Biały pionek · c3 – Biały pionek · f3 – Biały skoczek · a2 – Biały pionek · f2 – Biały pionek · g2 – Biały pionek · h2 – Biały pionek · a1 – Biała wieża · b1 – Biały skoczek · c1 – Biały goniec · d1 – Biały hetman · f1 – Biała wieża · g1 – Biały król | 4 |
| 3 | a8 – Czarna wieża · c8 – Czarny goniec · d8 – Czarny hetman · e8 – Czarny król · g8 – Czarny skoczek · h8 – Czarna wieża · a7 – Czarny pionek · c7 – Czarny pionek · d7 – Czarny pionek · f7 – Czarny pionek · g7 – Czarny pionek · h7 – Czarny pionek · c6 – Czarny skoczek · a5 – Czarny goniec · b5 – Czarny pionek · c4 – Biały goniec · d4 – Czarny pionek · e4 – Biały pionek · c3 – Biały pionek · f3 – Biały skoczek · a2 – Biały pionek · f2 – Biały pionek · g2 – Biały pionek · h2 – Biały pionek · a1 – Biała wieża · b1 – Biały skoczek · c1 – Biały goniec · d1 – Biały hetman · f1 – Biała wieża · g1 – Biały król | a8 – Czarna wieża · c8 – Czarny goniec · d8 – Czarny hetman · e8 – Czarny król · g8 – Czarny skoczek · h8 – Czarna wieża · a7 – Czarny pionek · c7 – Czarny pionek · d7 – Czarny pionek · f7 – Czarny pionek · g7 – Czarny pionek · h7 – Czarny pionek · c6 – Czarny skoczek · a5 – Czarny goniec · b5 – Czarny pionek · c4 – Biały goniec · d4 – Czarny pionek · e4 – Biały pionek · c3 – Biały pionek · f3 – Biały skoczek · a2 – Biały pionek · f2 – Biały pionek · g2 – Biały pionek · h2 – Biały pionek · a1 – Biała wieża · b1 – Biały skoczek · c1 – Biały goniec · d1 – Biały hetman · f1 – Biała wieża · g1 – Biały król | a8 – Czarna wieża · c8 – Czarny goniec · d8 – Czarny hetman · e8 – Czarny król · g8 – Czarny skoczek · h8 – Czarna wieża · a7 – Czarny pionek · c7 – Czarny pionek · d7 – Czarny pionek · f7 – Czarny pionek · g7 – Czarny pionek · h7 – Czarny pionek · c6 – Czarny skoczek · a5 – Czarny goniec · b5 – Czarny pionek · c4 – Biały goniec · d4 – Czarny pionek · e4 – Biały pionek · c3 – Biały pionek · f3 – Biały skoczek · a2 – Biały pionek · f2 – Biały pionek · g2 – Biały pionek · h2 – Biały pionek · a1 – Biała wieża · b1 – Biały skoczek · c1 – Biały goniec · d1 – Biały hetman · f1 – Biała wieża · g1 – Biały król | a8 – Czarna wieża · c8 – Czarny goniec · d8 – Czarny hetman · e8 – Czarny król · g8 – Czarny skoczek · h8 – Czarna wieża · a7 – Czarny pionek · c7 – Czarny pionek · d7 – Czarny pionek · f7 – Czarny pionek · g7 – Czarny pionek · h7 – Czarny pionek · c6 – Czarny skoczek · a5 – Czarny goniec · b5 – Czarny pionek · c4 – Biały goniec · d4 – Czarny pionek · e4 – Biały pionek · c3 – Biały pionek · f3 – Biały skoczek · a2 – Biały pionek · f2 – Biały pionek · g2 – Biały pionek · h2 – Biały pionek · a1 – Biała wieża · b1 – Biały skoczek · c1 – Biały goniec · d1 – Biały hetman · f1 – Biała wieża · g1 – Biały król | a8 – Czarna wieża · c8 – Czarny goniec · d8 – Czarny hetman · e8 – Czarny król · g8 – Czarny skoczek · h8 – Czarna wieża · a7 – Czarny pionek · c7 – Czarny pionek · d7 – Czarny pionek · f7 – Czarny pionek · g7 – Czarny pionek · h7 – Czarny pionek · c6 – Czarny skoczek · a5 – Czarny goniec · b5 – Czarny pionek · c4 – Biały goniec · d4 – Czarny pionek · e4 – Biały pionek · c3 – Biały pionek · f3 – Biały skoczek · a2 – Biały pionek · f2 – Biały pionek · g2 – Biały pionek · h2 – Biały pionek · a1 – Biała wieża · b1 – Biały skoczek · c1 – Biały goniec · d1 – Biały hetman · f1 – Biała wieża · g1 – Biały król | a8 – Czarna wieża · c8 – Czarny goniec · d8 – Czarny hetman · e8 – Czarny król · g8 – Czarny skoczek · h8 – Czarna wieża · a7 – Czarny pionek · c7 – Czarny pionek · d7 – Czarny pionek · f7 – Czarny pionek · g7 – Czarny pionek · h7 – Czarny pionek · c6 – Czarny skoczek · a5 – Czarny goniec · b5 – Czarny pionek · c4 – Biały goniec · d4 – Czarny pionek · e4 – Biały pionek · c3 – Biały pionek · f3 – Biały skoczek · a2 – Biały pionek · f2 – Biały pionek · g2 – Biały pionek · h2 – Biały pionek · a1 – Biała wieża · b1 – Biały skoczek · c1 – Biały goniec · d1 – Biały hetman · f1 – Biała wieża · g1 – Biały król | a8 – Czarna wieża · c8 – Czarny goniec · d8 – Czarny hetman · e8 – Czarny król · g8 – Czarny skoczek · h8 – Czarna wieża · a7 – Czarny pionek · c7 – Czarny pionek · d7 – Czarny pionek · f7 – Czarny pionek · g7 – Czarny pionek · h7 – Czarny pionek · c6 – Czarny skoczek · a5 – Czarny goniec · b5 – Czarny pionek · c4 – Biały goniec · d4 – Czarny pionek · e4 – Biały pionek · c3 – Biały pionek · f3 – Biały skoczek · a2 – Biały pionek · f2 – Biały pionek · g2 – Biały pionek · h2 – Biały pionek · a1 – Biała wieża · b1 – Biały skoczek · c1 – Biały goniec · d1 – Biały hetman · f1 – Biała wieża · g1 – Biały król | a8 – Czarna wieża · c8 – Czarny goniec · d8 – Czarny hetman · e8 – Czarny król · g8 – Czarny skoczek · h8 – Czarna wieża · a7 – Czarny pionek · c7 – Czarny pionek · d7 – Czarny pionek · f7 – Czarny pionek · g7 – Czarny pionek · h7 – Czarny pionek · c6 – Czarny skoczek · a5 – Czarny goniec · b5 – Czarny pionek · c4 – Biały goniec · d4 – Czarny pionek · e4 – Biały pionek · c3 – Biały pionek · f3 – Biały skoczek · a2 – Biały pionek · f2 – Biały pionek · g2 – Biały pionek · h2 – Biały pionek · a1 – Biała wieża · b1 – Biały skoczek · c1 – Biały goniec · d1 – Biały hetman · f1 – Biała wieża · g1 – Biały król | 3 |
| 2 | a8 – Czarna wieża · c8 – Czarny goniec · d8 – Czarny hetman · e8 – Czarny król · g8 – Czarny skoczek · h8 – Czarna wieża · a7 – Czarny pionek · c7 – Czarny pionek · d7 – Czarny pionek · f7 – Czarny pionek · g7 – Czarny pionek · h7 – Czarny pionek · c6 – Czarny skoczek · a5 – Czarny goniec · b5 – Czarny pionek · c4 – Biały goniec · d4 – Czarny pionek · e4 – Biały pionek · c3 – Biały pionek · f3 – Biały skoczek · a2 – Biały pionek · f2 – Biały pionek · g2 – Biały pionek · h2 – Biały pionek · a1 – Biała wieża · b1 – Biały skoczek · c1 – Biały goniec · d1 – Biały hetman · f1 – Biała wieża · g1 – Biały król | a8 – Czarna wieża · c8 – Czarny goniec · d8 – Czarny hetman · e8 – Czarny król · g8 – Czarny skoczek · h8 – Czarna wieża · a7 – Czarny pionek · c7 – Czarny pionek · d7 – Czarny pionek · f7 – Czarny pionek · g7 – Czarny pionek · h7 – Czarny pionek · c6 – Czarny skoczek · a5 – Czarny goniec · b5 – Czarny pionek · c4 – Biały goniec · d4 – Czarny pionek · e4 – Biały pionek · c3 – Biały pionek · f3 – Biały skoczek · a2 – Biały pionek · f2 – Biały pionek · g2 – Biały pionek · h2 – Biały pionek · a1 – Biała wieża · b1 – Biały skoczek · c1 – Biały goniec · d1 – Biały hetman · f1 – Biała wieża · g1 – Biały król | a8 – Czarna wieża · c8 – Czarny goniec · d8 – Czarny hetman · e8 – Czarny król · g8 – Czarny skoczek · h8 – Czarna wieża · a7 – Czarny pionek · c7 – Czarny pionek · d7 – Czarny pionek · f7 – Czarny pionek · g7 – Czarny pionek · h7 – Czarny pionek · c6 – Czarny skoczek · a5 – Czarny goniec · b5 – Czarny pionek · c4 – Biały goniec · d4 – Czarny pionek · e4 – Biały pionek · c3 – Biały pionek · f3 – Biały skoczek · a2 – Biały pionek · f2 – Biały pionek · g2 – Biały pionek · h2 – Biały pionek · a1 – Biała wieża · b1 – Biały skoczek · c1 – Biały goniec · d1 – Biały hetman · f1 – Biała wieża · g1 – Biały król | a8 – Czarna wieża · c8 – Czarny goniec · d8 – Czarny hetman · e8 – Czarny król · g8 – Czarny skoczek · h8 – Czarna wieża · a7 – Czarny pionek · c7 – Czarny pionek · d7 – Czarny pionek · f7 – Czarny pionek · g7 – Czarny pionek · h7 – Czarny pionek · c6 – Czarny skoczek · a5 – Czarny goniec · b5 – Czarny pionek · c4 – Biały goniec · d4 – Czarny pionek · e4 – Biały pionek · c3 – Biały pionek · f3 – Biały skoczek · a2 – Biały pionek · f2 – Biały pionek · g2 – Biały pionek · h2 – Biały pionek · a1 – Biała wieża · b1 – Biały skoczek · c1 – Biały goniec · d1 – Biały hetman · f1 – Biała wieża · g1 – Biały król | a8 – Czarna wieża · c8 – Czarny goniec · d8 – Czarny hetman · e8 – Czarny król · g8 – Czarny skoczek · h8 – Czarna wieża · a7 – Czarny pionek · c7 – Czarny pionek · d7 – Czarny pionek · f7 – Czarny pionek · g7 – Czarny pionek · h7 – Czarny pionek · c6 – Czarny skoczek · a5 – Czarny goniec · b5 – Czarny pionek · c4 – Biały goniec · d4 – Czarny pionek · e4 – Biały pionek · c3 – Biały pionek · f3 – Biały skoczek · a2 – Biały pionek · f2 – Biały pionek · g2 – Biały pionek · h2 – Biały pionek · a1 – Biała wieża · b1 – Biały skoczek · c1 – Biały goniec · d1 – Biały hetman · f1 – Biała wieża · g1 – Biały król | a8 – Czarna wieża · c8 – Czarny goniec · d8 – Czarny hetman · e8 – Czarny król · g8 – Czarny skoczek · h8 – Czarna wieża · a7 – Czarny pionek · c7 – Czarny pionek · d7 – Czarny pionek · f7 – Czarny pionek · g7 – Czarny pionek · h7 – Czarny pionek · c6 – Czarny skoczek · a5 – Czarny goniec · b5 – Czarny pionek · c4 – Biały goniec · d4 – Czarny pionek · e4 – Biały pionek · c3 – Biały pionek · f3 – Biały skoczek · a2 – Biały pionek · f2 – Biały pionek · g2 – Biały pionek · h2 – Biały pionek · a1 – Biała wieża · b1 – Biały skoczek · c1 – Biały goniec · d1 – Biały hetman · f1 – Biała wieża · g1 – Biały król | a8 – Czarna wieża · c8 – Czarny goniec · d8 – Czarny hetman · e8 – Czarny król · g8 – Czarny skoczek · h8 – Czarna wieża · a7 – Czarny pionek · c7 – Czarny pionek · d7 – Czarny pionek · f7 – Czarny pionek · g7 – Czarny pionek · h7 – Czarny pionek · c6 – Czarny skoczek · a5 – Czarny goniec · b5 – Czarny pionek · c4 – Biały goniec · d4 – Czarny pionek · e4 – Biały pionek · c3 – Biały pionek · f3 – Biały skoczek · a2 – Biały pionek · f2 – Biały pionek · g2 – Biały pionek · h2 – Biały pionek · a1 – Biała wieża · b1 – Biały skoczek · c1 – Biały goniec · d1 – Biały hetman · f1 – Biała wieża · g1 – Biały król | a8 – Czarna wieża · c8 – Czarny goniec · d8 – Czarny hetman · e8 – Czarny król · g8 – Czarny skoczek · h8 – Czarna wieża · a7 – Czarny pionek · c7 – Czarny pionek · d7 – Czarny pionek · f7 – Czarny pionek · g7 – Czarny pionek · h7 – Czarny pionek · c6 – Czarny skoczek · a5 – Czarny goniec · b5 – Czarny pionek · c4 – Biały goniec · d4 – Czarny pionek · e4 – Biały pionek · c3 – Biały pionek · f3 – Biały skoczek · a2 – Biały pionek · f2 – Biały pionek · g2 – Biały pionek · h2 – Biały pionek · a1 – Biała wieża · b1 – Biały skoczek · c1 – Biały goniec · d1 – Biały hetman · f1 – Biała wieża · g1 – Biały król | 2 |
| 1 | a8 – Czarna wieża · c8 – Czarny goniec · d8 – Czarny hetman · e8 – Czarny król · g8 – Czarny skoczek · h8 – Czarna wieża · a7 – Czarny pionek · c7 – Czarny pionek · d7 – Czarny pionek · f7 – Czarny pionek · g7 – Czarny pionek · h7 – Czarny pionek · c6 – Czarny skoczek · a5 – Czarny goniec · b5 – Czarny pionek · c4 – Biały goniec · d4 – Czarny pionek · e4 – Biały pionek · c3 – Biały pionek · f3 – Biały skoczek · a2 – Biały pionek · f2 – Biały pionek · g2 – Biały pionek · h2 – Biały pionek · a1 – Biała wieża · b1 – Biały skoczek · c1 – Biały goniec · d1 – Biały hetman · f1 – Biała wieża · g1 – Biały król | a8 – Czarna wieża · c8 – Czarny goniec · d8 – Czarny hetman · e8 – Czarny król · g8 – Czarny skoczek · h8 – Czarna wieża · a7 – Czarny pionek · c7 – Czarny pionek · d7 – Czarny pionek · f7 – Czarny pionek · g7 – Czarny pionek · h7 – Czarny pionek · c6 – Czarny skoczek · a5 – Czarny goniec · b5 – Czarny pionek · c4 – Biały goniec · d4 – Czarny pionek · e4 – Biały pionek · c3 – Biały pionek · f3 – Biały skoczek · a2 – Biały pionek · f2 – Biały pionek · g2 – Biały pionek · h2 – Biały pionek · a1 – Biała wieża · b1 – Biały skoczek · c1 – Biały goniec · d1 – Biały hetman · f1 – Biała wieża · g1 – Biały król | a8 – Czarna wieża · c8 – Czarny goniec · d8 – Czarny hetman · e8 – Czarny król · g8 – Czarny skoczek · h8 – Czarna wieża · a7 – Czarny pionek · c7 – Czarny pionek · d7 – Czarny pionek · f7 – Czarny pionek · g7 – Czarny pionek · h7 – Czarny pionek · c6 – Czarny skoczek · a5 – Czarny goniec · b5 – Czarny pionek · c4 – Biały goniec · d4 – Czarny pionek · e4 – Biały pionek · c3 – Biały pionek · f3 – Biały skoczek · a2 – Biały pionek · f2 – Biały pionek · g2 – Biały pionek · h2 – Biały pionek · a1 – Biała wieża · b1 – Biały skoczek · c1 – Biały goniec · d1 – Biały hetman · f1 – Biała wieża · g1 – Biały król | a8 – Czarna wieża · c8 – Czarny goniec · d8 – Czarny hetman · e8 – Czarny król · g8 – Czarny skoczek · h8 – Czarna wieża · a7 – Czarny pionek · c7 – Czarny pionek · d7 – Czarny pionek · f7 – Czarny pionek · g7 – Czarny pionek · h7 – Czarny pionek · c6 – Czarny skoczek · a5 – Czarny goniec · b5 – Czarny pionek · c4 – Biały goniec · d4 – Czarny pionek · e4 – Biały pionek · c3 – Biały pionek · f3 – Biały skoczek · a2 – Biały pionek · f2 – Biały pionek · g2 – Biały pionek · h2 – Biały pionek · a1 – Biała wieża · b1 – Biały skoczek · c1 – Biały goniec · d1 – Biały hetman · f1 – Biała wieża · g1 – Biały król | a8 – Czarna wieża · c8 – Czarny goniec · d8 – Czarny hetman · e8 – Czarny król · g8 – Czarny skoczek · h8 – Czarna wieża · a7 – Czarny pionek · c7 – Czarny pionek · d7 – Czarny pionek · f7 – Czarny pionek · g7 – Czarny pionek · h7 – Czarny pionek · c6 – Czarny skoczek · a5 – Czarny goniec · b5 – Czarny pionek · c4 – Biały goniec · d4 – Czarny pionek · e4 – Biały pionek · c3 – Biały pionek · f3 – Biały skoczek · a2 – Biały pionek · f2 – Biały pionek · g2 – Biały pionek · h2 – Biały pionek · a1 – Biała wieża · b1 – Biały skoczek · c1 – Biały goniec · d1 – Biały hetman · f1 – Biała wieża · g1 – Biały król | a8 – Czarna wieża · c8 – Czarny goniec · d8 – Czarny hetman · e8 – Czarny król · g8 – Czarny skoczek · h8 – Czarna wieża · a7 – Czarny pionek · c7 – Czarny pionek · d7 – Czarny pionek · f7 – Czarny pionek · g7 – Czarny pionek · h7 – Czarny pionek · c6 – Czarny skoczek · a5 – Czarny goniec · b5 – Czarny pionek · c4 – Biały goniec · d4 – Czarny pionek · e4 – Biały pionek · c3 – Biały pionek · f3 – Biały skoczek · a2 – Biały pionek · f2 – Biały pionek · g2 – Biały pionek · h2 – Biały pionek · a1 – Biała wieża · b1 – Biały skoczek · c1 – Biały goniec · d1 – Biały hetman · f1 – Biała wieża · g1 – Biały król | a8 – Czarna wieża · c8 – Czarny goniec · d8 – Czarny hetman · e8 – Czarny król · g8 – Czarny skoczek · h8 – Czarna wieża · a7 – Czarny pionek · c7 – Czarny pionek · d7 – Czarny pionek · f7 – Czarny pionek · g7 – Czarny pionek · h7 – Czarny pionek · c6 – Czarny skoczek · a5 – Czarny goniec · b5 – Czarny pionek · c4 – Biały goniec · d4 – Czarny pionek · e4 – Biały pionek · c3 – Biały pionek · f3 – Biały skoczek · a2 – Biały pionek · f2 – Biały pionek · g2 – Biały pionek · h2 – Biały pionek · a1 – Biała wieża · b1 – Biały skoczek · c1 – Biały goniec · d1 – Biały hetman · f1 – Biała wieża · g1 – Biały król | a8 – Czarna wieża · c8 – Czarny goniec · d8 – Czarny hetman · e8 – Czarny król · g8 – Czarny skoczek · h8 – Czarna wieża · a7 – Czarny pionek · c7 – Czarny pionek · d7 – Czarny pionek · f7 – Czarny pionek · g7 – Czarny pionek · h7 – Czarny pionek · c6 – Czarny skoczek · a5 – Czarny goniec · b5 – Czarny pionek · c4 – Biały goniec · d4 – Czarny pionek · e4 – Biały pionek · c3 – Biały pionek · f3 – Biały skoczek · a2 – Biały pionek · f2 – Biały pionek · g2 – Biały pionek · h2 – Biały pionek · a1 – Biała wieża · b1 – Biały skoczek · c1 – Biały goniec · d1 – Biały hetman · f1 – Biała wieża · g1 – Biały król | 1 |
|   | a | b | c | d | e | f | g | h |   |

John William Schulten (ur. 1821, zm. 1875) – mistrz szachowy pochodzenia niemieckiego, reprezentujący także Stany Zjednoczone. Potykał się z najsilniejszymi szachistami swojej epoki odnosząc umiarkowane sukcesy. Najbardziej znane jest jego zwycięstwo nad Morphym w 1857 roku.
Schulten zajmował się także teorią szachów, jego nazwiskiem nazwany jest wariant gambitu Evansa:
1.e4 e5 2.Sf3 Sc6 3.Gc4 Gc5 4.b4 G:b4 5.c3 Ga5 6.d4 e:d4 7.O-O b5
Według retrospektywnego systemu rankingowego Chessmetrics Schulten osiągnął swój rekordowy ranking w 1851, było to 2509 punktów rankingowych.